# طوفان ۱۳۹۳ تهران
طوفان ۱۳۹۳ تهران عصر دوشنبه ۱۲ خرداد و در حوالی ساعت ۱۶:۵۰ بر اثر وزش تندبادی با سرعت بیش از یک صد و بیست کیلومتر به همراه گرد و خاک غلیظ و رگبار شدید باران رخ داد. برا اثر این طوفان شدید و کم‌سابقه که با رعد و برق همراه بود آسمان تهران برای دقایقی تاریک گردید. این سامانه توفانی که با ابر کومولونیمبوس همراه بود از جنوب غرب تهران آغاز شد و رشد آن قائمی بوده و تغییرات شدیدی در جهت باد داشت. سرعت این توفان که حدود ۲ ساعت پیش از شهر قزوین آغاز شده بود در ایستگاه مهرآباد ۳۲ متر در ثانیه (۱۱۵ کیلومتر در ساعت) ثبت گردید. این پدیده در قزوین بدون گرد و خاک و با سرعت باد ۲۰ متر بر ثانیه آغاز شد و شهرهای ساوه و فرودگاه پیام را همراه با باد شدید درنوردید و در حوالی تهران با گرد و خاک و یک سامانه هم رفتی شدیدی همراه شده‌است. سازمان هواشناسی ایران نیز گزارش داد که در زمان وزش طوفان میدان دید در فرودگاه بین‌المللی امام خمینی به حدود صفر رسید.

## پس از وقوع طوفان
ظهور و بروز این طوفان را حتی سازمان هواشناسی ایران نیز پیش‌بینی نکرده بود و به علت عدم پیش‌بینی از سوی سازمان هواشناسی باعث غافلگیری مردم شد.
رئیس انجمن مخاطره‌شناسی ایران با تأکید بر این که منشأ، مسیر و سرعت طوفان تهران دقیقاً قابل پیش‌بینی بوده‌است، اظهار داشت: ادعای هواشناسی مبنی بر غیرقابل پیش‌بینی بودن طوفان روز دوشنبه که از فرودگاه مهرآباد تهران نیز عبور کرده به هیچ وجه قابل دفاع نیست چون رصد و دیده‌بانی چنین پدیده‌هایی که در فرود و برخاست هواپیماها نقشی حیاتی دارند حداقل انتظاری است که از هواشناسی وجود دارد.
با توجه به اینکه سازمان هواشناسی برای روزهای سه شنبه تا آخر هفته هم پیش‌بینی وزش باد شدید کرده بود، انتظار دوباره طوفان می‌رفت، اما طوفان تکرار نشد. مدیرکل پیش‌بینی سازمان هواشناسی در این رابطه اظهار داشت وقتی طوفانی پیش‌بینی نشده اتفاق می‌افتد و رسانه‌ها و مسوولان آن چنان موضع‌گیری می‌کنند، ممکن است که یک کارشناس ما تحت فشارها بگوید طوفان تکرار می‌شود. او گفت: باز هم تکرار می‌کنم؛ پیش‌بینی طوفان در تهران با سرعت ۱۲۰ کیلومتر از چند روز قبل، امکان‌پذیر نبود.

## خسارات
بر اثر این طوفان ۵ نفر کشته و بیش از سی نفر مجروح و مصدوم شدند و به ده‌ها خودرو خسارت وارد شد. بر اساس اعلام مدیرعامل شرکت توزیع نیروی برق تهران از ۱۲۰۰ خط ۲۰ کیلوولت، ۶۵ خط در اثر این طوفان قطع شد. همچنین سقوط درخت و وسایل اضافی بالکن‌ها روی شبکه برق بر اثر باد شدید، از دلایل دیگر قطع برق بود. به گفتهٔ کارشناس روابط عمومی اورژانس تهران، بیشتر صدمات به علت برخورد مصالح ساختمانی، شکستن درخت و ضربه به سر بود. همچنین بیش از ۲۰ خودرو به علت طوفان در اتوبان قم با هم برخورد کردند که این تصادف ۱۰ مصدوم به جای گذاشت. در اثر این طوفان همچنین برخی از درختان شهر تهران قطع یا شاخه‌های آن‌ها شکسته شد.

## کشته‌شدگان
در این حادثه دو نفر به علت سقوط مصالح ساختمانی جانشان را از دست دادند. همچنین یک نفر به علت سقوط از پشت بام و یک نفر دیگر نیز به علت سقوط درخت جان باخت.
نفر پنجم که بر اثر سقوط جسمی به سرش مصدوم و به بیمارستان انتقال داده شده بود بعد از چند روز بستری به دلیل شدت جراحات حاصله فوت می‌کند.